# Alonso de Cuevas Dávalos

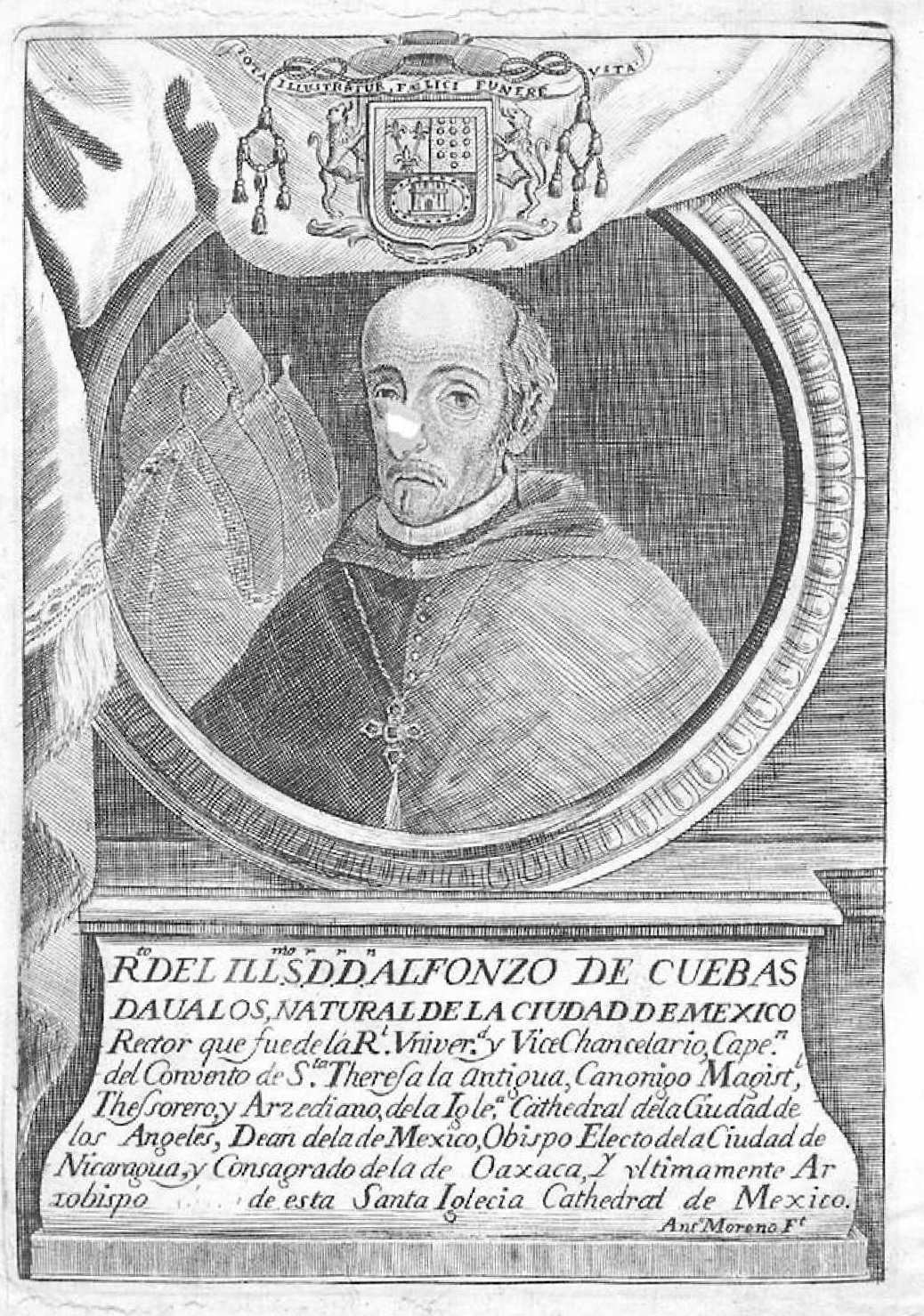
Alfonso de Cuevas Dávalos, grabado calcográfico de Antonio Onofre Moreno. Biblioteca Nacional de España.

Juan Alonso de Cuevas Dávalos, (Ciudad de México, 25 de noviembre de 1590-ibídem, 2 de septiembre de 1665) fue un arzobispo mexicano.

## Biografía
De padres ligados a los círculos nobiliarios del virreinato, Alonso de Cuevas nació en Ciudad de México (y por ende criollo). Comenzó sus estudios en el Colegio de la Compañía de San Pedro y San Pablo. Más tarde estudió en las aulas del Colegio Máximo y de la Real Universidad. Después de haberse graduado y haber sustituido una cátedra de la facultad de Teología, ocupó el cargo de capellán en el convento de San José de Carmelitas descalzas de Santa Teresa de la Ciudad de México. Hacia 1635 fue designado capitular en Puebla de los Ángeles, llegando hasta el arcedianato en ese obispado; luego, ocupó las dignidades de arcediano y deán en México, para después ser promovido a la mitra de Oaxaca y, finalmente, a la silla arzobispal de la iglesia metropolitana.
El prestigio de las familias Cuevas y Dávalos, los lazos universitarios y las ligas políticas que pudieron haber establecido en las catedrales de Puebla y México, parecen explicar la carrera del Arzobispo. Ella se parece, en términos generales, a la de muchos otros capitulares criollos que llegaron a ocupar una mitra americana, impulsados por una serie de relaciones familiares y corporativas que se inscribieron en momentos políticos propicios. Sin embargo, la excepcional culminación de la carrera de este personaje hace de él una figura de suma importancia.
Por su nombramiento como Arzobispo de México y por el discurso inflamado que de ello hicieron sus biógrafos, Alonso de Cuevas Dávalos llegó a representar el anhelo de muchos de los hombres de su tiempo, a la vez que legitimó la presencia criolla dentro de la jerarquía eclesiástica, fortaleciendo en el ánimo de los novohispanos la idea de que las Indias formaban verdaderos reinos y, por tanto, debían ser gobernadas por nobles criollos, juristas y clérigos, como leales súbditos de la Corona.

## Grados y cargos
- Grado de Bachiller en Artes, 1611.
- Grado de bachiller en Teología, 1614.
- Grado de Licenciado, 1624.
- Grado de Doctor, 1625.
- Capellán del convento de Carmelitas descalzas en México, 1625 - 1635 circa.
- Rector de la Real y Pontificia Universidad de México, 1632.
- Canónigo magistral de Puebla, 1635.
- Tesorero y luego Arcediano en Puebla, 1638.
- Arcediano en 1649 y deán en México 23 de marzo de 1651.[3]
- Obispo de Nicaragua, 1650 (no acepta).
- Obispo de Oaxaca, 1657 - 1664.
- Arzobispo de México 1664 - 1665.